# Boxe nos Jogos Olímpicos de Verão de 1920
O boxe nos Jogos Olímpicos de Verão de 1920 foi realizado em Antuérpia, na Bélgica, com oito eventos disputados. Foi a volta do esporte aos Jogos Olímpicos após ter ficado de fora das Olimpíadas de Estocolmo em 1912.

## Eventos do boxe
Masculino: Peso mosca | Peso galo | Peso pena | Peso leve | Peso meio-médio | Peso médio | Peso meio-pesado | Peso pesado

## Peso mosca (até 50,8kg)
| Pos. | País           | Atletas             |
| ---- | -------------- | ------------------- |
|      | Estados Unidos | Frankie Genaro      |
|      | Dinamarca      | Anders Petersen     |
|      | Reino Unido    | William Cuthbertson |

## Peso galo (até 53,5kg)
| Pos. | País          | Atletas         |
| ---- | ------------- | --------------- |
|      | África do Sul | Clarence Walker |
|      | Canadá        | Clifford Graham |
|      | Reino Unido   | George McKenzie |

## Peso pena (até 57,2kg)
| Pos. | País   | Atletas         |
| ---- | ------ | --------------- |
|      | França | Paul Fritsch    |
|      | França | Jean Gachet     |
|      | Itália | Edoardo Garzena |

## Peso leve (até 61,2kg)
| Pos. | País           | Atletas          |
| ---- | -------------- | ---------------- |
|      | Estados Unidos | Samuel Mosberg   |
|      | Dinamarca      | Gotfred Johansen |
|      | Canadá         | Clarence Newton  |

## Peso meio-médio (até 66,7kg)
| Pos. | País           | Atletas           |
| ---- | -------------- | ----------------- |
|      | Canadá         | Bert Schneider    |
|      | Reino Unido    | Alexander Ireland |
|      | Estados Unidos | Frederick Colberg |

## Peso médio (até 72,6kg)
| Pos. | País        | Atletas           |
| ---- | ----------- | ----------------- |
|      | Reino Unido | Harry Mallin      |
|      | Canadá      | George Prud'Homme |
|      | Canadá      | Moe Herscovitch   |

## Peso meio-pesado (até 79,4kg)
| Pos. | País           | Atletas        |
| ---- | -------------- | -------------- |
|      | Estados Unidos | Eddie Eagan    |
|      | Noruega        | Sverre Sörsdal |
|      | Reino Unido    | Harold Franks  |

## Peso pesado (+ 79,4kg)
| Pos. | País        | Atletas         |
| ---- | ----------- | --------------- |
|      | Reino Unido | Ronald Rawson   |
|      | Dinamarca   | Sören Peteersen |
|      | França      | Albert Eluère   |

## Quadro de medalhas do boxe
| Pos. | País           | Ouro | Prata | Bronze | Total |
| 1    | Estados Unidos | 3    | 1     | 1      | 5     |
| 2    | Reino Unido    | 2    | 1     | 3      | 6     |
| 3    | Canadá         | 1    | 2     | 2      | 5     |
| 4    | França         | 1    | 1     | 1      | 3     |
| 5    | África do Sul  | 1    | 0     | 0      | 1     |
| 6    | Dinamarca      | 0    | 3     | 0      | 3     |
| 7    | Noruega        | 0    | 1     | 0      | 1     |
| 8    | Itália         | 0    | 0     | 1      | 1     |